# Боривітер рудий
Боривітер рудий (Falco alopex) — вид хижих птахів родини Соколові (Falconidae).

## Поширення
Цей вид поширений у саванах на південь від Сахари від Малі на схід до Ефіопії та північно-західної Кенії. Більшість птахів ведуть осілий спосіб життя, але інколи мігрують на північ протягом вологого сезону і на південь в сухий сезон. Часто зустрічається навколо скель і кам'янистих пагорбів. Поширений над рівня моря до 2200 метрів, особливо нижче 1000 метрів. Загальна чисельність популяції, ймовірно, менш ніж 100 тисяч пар.

## Опис
Це великий, стрункий боривітер з довгими вузькими крилами і хвостом. Птах сягає 32-38 см завдовжки, з розмахом крил 76-88 см і ваги 250—300 г.